# Источники исламского права
Источники исламского права — основные источники, используемые исламскими правоведами для вынесения правового решения (фетвы).

К основным источникам исламского права можно отнести: Коран, сунну, иджму, кияс. К дополнительным источникам относятся истихсан, истислах, урф, истисхаб и садду з-зараи, шар’у ман каблана (положения прошлых религиозных законов, упоминаемые в Коране и хадисах), кавлю сахаби (высказывания сподвижников).

## Сравнение источников права в различных мазхабах
|   | Ханафитский                           | Шафиитский                            | Ханбалитский                          | Маликитский                 | Зейдитский        | Джафаритский |
| - | ------------------------------------- | ------------------------------------- | ------------------------------------- | --------------------------- | ----------------- | ------------ |
| 1 | Коран                                 | Коран                                 | Коран                                 | Коран                       | Коран             | Коран        |
| 2 | Сунна                                 | Сунна                                 | Сунна                                 | Сунна                       | Сунна             | Сунна        |
| 3 | Иджма                                 | Иджма                                 | Иджма                                 | Деяния мединцев             | Решения имама Али | Иджма        |
| 4 | Мнение сподвижников пророка Мухаммеда | Мнение сподвижников пророка Мухаммеда | Мнение сподвижников пророка Мухаммеда | Иджма                       | Иджма             | Акль         |
| 5 | Кияс                                  | Кияс                                  | Слабые хадисы                         | Мнение сподвижников Пророка | Кияс              |              |
| 6 | Истихсан                              | Истисхаб                              | Кияс                                  | Кияс                        | Акль              |              |
| 7 | Урф                                   |                                       |                                       | Истислах                    |                   |              |
| 8 |                                       |                                       |                                       | Урф                         |                   |              |